# Casa de Sa Majestat el Rei (Espanya)
La Casa de Sa Majestat el Rei és l'organisme públic espanyol que, sota la dependència directa del rei d'Espanya, té com a missió servir-li de suport a totes les activitats que es derivin de les seves funcions com a cap d'Estat. També atén l'organització i funcionament del règim intern del Palau de la Zarzuela, residència de la família reial. Els Pressupostos Generals de l'Estat hi destinen una assignació directa de 9.339.150 milions d'euros (2019) per al sosteniment de la seva Família i Casa, si bé és cert que aquesta quantitat representa una ínfima part dels comptes reals, car mai no s'han fet públiques les partides que van a compte d'altres ministeris (Defensa, Exteriors, Presidència, Interior o Hisenda), un volum de diners que podria multiplicar per més de 40 el pressupost reconegut.

## Organització
En virtut del Reial Decret 434/1988, de 6 de maig de 1988, sobre la reestructuració de la Casa de Sa Majestat el Rei, i de l'Ordre del Cap de la Casa Reial de 17 d'abril de 1996, dictada sota l'empara de l'article 14 del citat Reial Decret, l'estructura actual d'aquesta és la següent:
- Cap de la Casa de Sa Majestat el Rei
- Secretaria General, de la qual és responsable el segon cap de la Casa Reial i secretari general, del qual depenen les següents unitats: 
  - Gabinet de Planificació i Coordinació, del qual depenen la Secretaria de Despatx, Activitats i Programes
  - Secretaria de la Reina: porta a terme l'estudi, preparació i execució dels assumptes relacionats amb les activitats de la reina i de la infanta Sofia.
  - Servei de Seguretat, del qual depèn el Centre de Comunicacions i Informàtica
  - Relacions amb els Mitjans de Comunicació
  - Protocol
  - Intendència
  - Administració, Infraestructura i Serveis
  - Quarter Militar, que constitueix la representació d'honor dels exèrcits, el responsable del qual és un oficial general en situació d'activitat, del qual depenen:
    - Els ajudants de camp del rei.
    - Un gabinet.
    - La Guàrdia Reial.

Segons l'article 65.2 de la Constitució espanyola: «El Rei nomena i relleva lliurement els membres civils i militars de la seva Casa».

## Residència oficial i patrimoni
La seu de la Casa de Sa Majestat el Rei és el Palau de la Zarzuela, un conjunt d'edificis situats a l'entorn natural del Monte de El Pardo, que també és la residència permanent del rei i la seva família.
Els béns propietat de l'Estat espanyol vinculats a la monarquia s'administren a través de Patrimoni Nacional, un ens amb estructura d'empresa pública. Sota tutela d'aquesta dependència hi ha patrimoni immobiliari, però també fons d'art i documentals. La nòmina d'immobles inclou els anomenats reales sitios, entre els quals s'inclouen fins a vuit palaus. També estan sota adscripció de la monarquia una desena d'immobles d'ús religiós, com el Monestir d'El Escorial o la basílica de la Santa Creu del Valle de los Caídos, i alguns paratges naturals. Però no totes les cases administrades per Patrimoni Nacional tenen interès monumental ni són visitables: també està sota la seva tutela l'anomenada residència de la Mareta, a l'illa de Lanzarote, una casa a primera línia de mar feta construir a finals dels anys 1970 pel rei Hussein de Jordània, el qual la va regalar a la família reial espanyola, que l'ha usada com a residència d'esbarjo d'ús privat.
|                      | Ubicació  | Any de construcció | Superfície | Titular                     |  |
| -------------------- | --------- | ------------------ | ---------- | --------------------------- |  |
| Palau de l'Almudaina | Palma     | segle X            |            | Patrimoni Nacional          |  |
| Palau de Marivent    | Palma     | 1925               | 33.000 m2  | Govern de les Illes Balears |  |
| Palauet Albéniz      | Barcelona | 1929               | 4.241 m2   | Ajuntament de Barcelona     |  |
| La Pleta             | Naut Aran | 1984               | 200 m2     | Baqueira-Beret SA           |  |

## Cap de la Casa Reial
El cap de la Casa Reial dirigeix i inspecciona totes les seccions i és l'encarregat de contactar amb tots els organismes i institucions que afecten el funcionament de la Casa Reial. Així mateix proposa els pressupostos i crea les normes de coordinació entre la Guàrdia Reial i els serveis de Seguretat. L'actual cap de la Casa Reial és Jaime Alfonsín.